# بول ليرولا
بول ليرولا (بالإسبانية: Pol Lirola) (13 أغسطس 1997 بموليت ديل فاليس في إسبانيا - ) هو لاعب كرة قدم إسباني في مركز الدفاع. لعب مع نادي ساسولو.

## روابط خارجية
- بول ليرولا على موقع الاتحاد الأوربي (الإنجليزية)
- بول ليرولا على موقع إي إس بي إن إف سي (الإنجليزية)
- بول ليرولا على موقع قاعدة بيانات كرة القدم.إي يو (الإنجليزية)
- بول ليرولا على موقع ليكيب (الفرنسية)
- بول ليرولا على موقع Soccerbase.com (لاعب) (الإنجليزية)
- بول ليرولا على موقع Soccerway.com (الإنجليزية)
- بول ليرولا على موقع عالم كرة القدم.نت (الإنجليزية)
- بول ليرولا على موقع AS.com (الإسبانية)